# 東愛知日産自動車
東愛知日産自動車株式会社（ひがしあいちにっさんじどうしゃ）とは、愛知県豊橋市に本社を置く、日産自動車の販売会社である。独立系のディーラーで、グループ会社として東海交通（タクシー事業）、ホイテクノ物流（物流事業）などがある。
タンポポのイラストを用いた社章をディーラーステッカーにも使用している。

## 沿革
- 1960年2月1日 - 東愛知日産モーター株式会社設立
  - 後に東愛知日産自動車株式会社に商号変更、「日産サニー東愛知販売株式会社」を吸収合併している。

## 愛知県内の他日産車販売店
- 三河日産自動車
- 愛知日産自動車
- 日産プリンス名古屋販売